# Imipénem
L'imipénem est un agent antibiotique de la classe des carbapénèmes. L'imipénem est un dérivé semi-synthétique de la thiénamycine (voir azoline) produite par Steptomyces cattleya. L'imipénem étant inactivé par la déhydropeptidase-I rénale, on lui ajoute de la cilastatine sodique qui est un inhibiteur compétitif réversible de cette enzyme.
C'est un médicament faisant partie de la réserve hospitalière : liste I.

## Posologie simplifiée
- Adulte et enfant de + de 40 kg : 1  à   2 g par jour en 2 ou 4 perfusions. Dose maxi 50 mg·kg-1·j-1 avec 4 g par jour maximum.
- Enfant de moins de 40 kg : 60 mg·kg-1·j-1 en 4 perfusions, avec une dose maxi de 2 g par jour.

## Effets secondaires
Entre autres (liste non exhaustive).
- Troubles cutanés
  - rash
  - prurit
  - urticaire
  - syndrome de Stevens-Johnson
- Troubles hématologiques
  - neutropénie
  - leucopénie
  - éosinophilie
  - thrombocytose
- Troubles digestifs
  - nausée
  - vomissement
  - diarrhée
  - entérocolite pseudo membraneuse
- Troubles hépatiques
  - élévation des transaminases et / ou de la phosphatase alcaline
- Troubles rénaux
  - anurie, polyurie
  - élévation de la créatinine plasmatique et de l'urée sanguine

## Indications
L'imipénem est indiqué pour :
- les infections intra-abdominales ;
- les infections des voies respiratoires inférieures ;
- les infections des voies urinaires ;
- les infections gynécologiques ;
- les infections de la peau ;
- les infections des os et des articulations.

Il faut ajuster la dose selon la clairance de la créatinine et selon la gravité de l'infection.

## Modalités d'utilisation
L'imipénem est toujours utilisé en association avec de la cilastatine. Le produit étant commercialisé sous forme de poudre, il est nécessaire de le reconstituer.
Il existe une poudre pour injection intraveineuse et une suspension pour injection intramusculaire.
Il faut dissoudre la poudre pour préparation injectable IV dans du soluté NaCl 0,9 % ou du glucosé 5 % ou 10 %, 5 mg de poudre sont dissoutes dans 1 ml de solvant.
Le produit se dissout après 3 minutes d'agitation vigoureuse.
La suspension pour injection IM se reconstitue quant à elle avec une solution à base de lidocaïne 1 %.
Ne pas utiliser la forme IM en IV.

## Réévaluation du traitement
Comme pour tous les carbapénèmes et de nombreux antibiotiques de dernière ligne, il est nécessaire de réévaluer l'intérêt du traitement après 48-72 heures de traitement. Après réalisation/lecture de l'antibiogramme, le clinicien doit modifier la prescription pour un antibiotique plus commun, auquel le micro-organisme incriminé est sensible.
Ceci permet de réduire l'utilisation de ces traitements, et tend à réduire l'incidence de bactéries résistantes aux carbapénèmes. Celles-ci conduisent à une impasse thérapeutique gravissime.

## Divers
L'imipénem fait partie de la liste des médicaments essentiels de l'Organisation mondiale de la santé (liste mise à jour en avril 2013).